# Hygrophorus nemoreus
Espèce
Hygrophorus nemoreus, l'Hygrophore des bois, est une espèce comestible de la famille des Hygrophoraceae.

## Systématique
Le nom scientifique complet (avec auteur) de ce taxon est Hygrophorus nemoreus (Pers.) Fr..
L'espèce a été initialement classée dans le genre Agaricus sous le basionyme Agaricus nemoreus Pers..
Ce taxon porte en français le nom vernaculaire ou normalisé suivant : Hygrophore des bois,.
Hygrophorus nemoreus a pour synonymes :
- Agaricus nemoreus Pers.
- Camarophyllus nemoreus (Pers.) P.Kumm.
- Hygrophorus nemoreus var. gracilis Bon
- Hygrophorus nemoreus var. raphaneus Largent
- Hygrophorus nemoreus var. striipes R.Heim
- Hygrophorus pratensis var. nemoreus (Pers.) Quél.